# Abschied (Eichendorff)
Abschied (O Täler weit, o Höhen) ist ein Gedicht von Joseph von Eichendorff, das 1810 entstand und 1815 in dem Roman Ahnung und Gegenwart erstmals veröffentlicht wurde.

## Textgeschichte

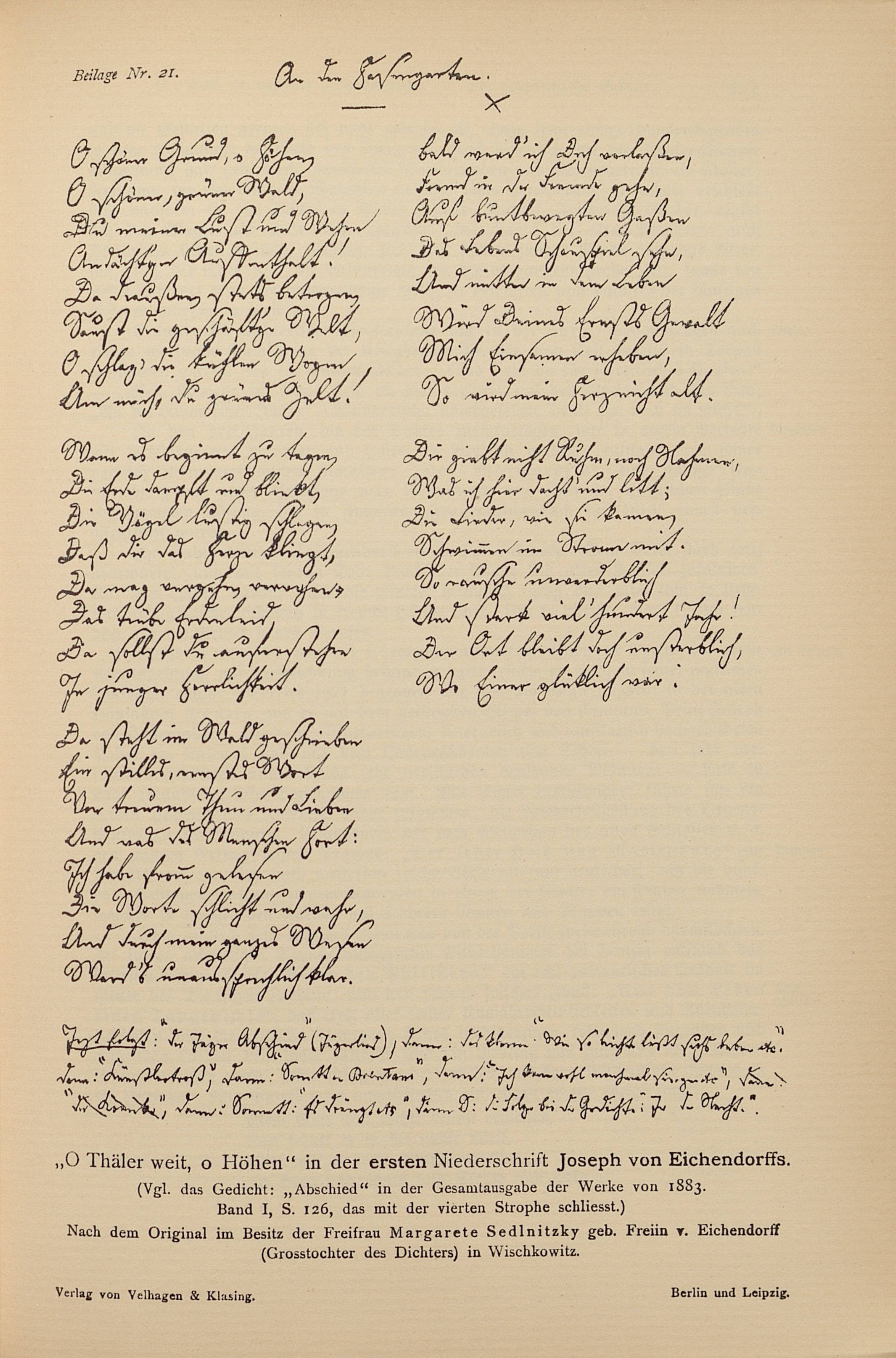
An den Hasengarten – Faksimile einer frühen Version von Abschied

Eichendorff verfasste das Gedicht wahrscheinlich im Oktober 1810 vor seiner Abreise nach Wien, wo er mit seinem Bruder Wilhelm seine juristischen Examina ablegen wollte. Der beschriebene Abschied ist also sein eigener Abschied von dem heimatlichen Schloss Lubowitz und dessen Ländereien, in dem die Brüder ihre Kindheit verbracht hatten. Besonders deutlich wird dies in einer frühen Handschrift, in der das Gedicht noch den Titel An den Hasengarten trägt, womit ein Teil des Schlossparks gemeint ist, von dem aus man auf die Oder mitsamt den anschließenden Wäldern blicken konnte. Diese Urfassung enthält außerdem noch eine fünfte Strophe, die weitere biographische Anspielungen enthält:
Dir giebt nicht Ruhm, noch Nahmen,

Was ich hier dacht’ und litt;

Die Lieder, wie sie kamen,

Schwimmen im Strome mit.

So rausche unverderblich

Und stark viel’ hundert Jahr!

Der Ort bleibt doch unsterblich,

Wo Einer glücklich war.
In den späteren Fassungen hat Eichendorff diese persönlichen Bezüge nach und nach reduziert und so eine Allgemeingültigkeit erreicht. Bereits die im Roman Ahnung und Gegenwart publizierte, titellose Fassung kommt ohne eine fünfte Strophe aus. Für den Gedichtanhang zu seiner 1826 erschienenen Novelle Aus dem Leben eines Taugenichts wählt er den Titel Im Walde bei L. (gemeint ist Lubowitz), der im selben Jahr auch abgewandelt zu Im Walde der Heimat erscheint, um 1836 noch weiter auf Im Walde verkürzt zu werden. Erst in der Gedichtsammlung von 1837 trägt es den endgültigen Titel Abschied. Diese wechselvolle Geschichte mag ein Grund dafür sein, dass das Gedicht auch unter dem ersten Vers O Täler weit, o Höhen bekannt ist.

## Form
Das Gedicht besteht aus vier Strophen zu je acht Versen mit Kreuzreimen der Form ababcdcd. Das Metrum ist ein dreihebiger Jambus mit abwechselnd weiblichen und männlichen Kadenzen.

## Text
Abschied

O Täler weit, o Höhen,

O schöner, grüner Wald,

Du meiner Lust und Wehen

Andächt’ger Aufenthalt!

Da draußen, stets betrogen,

Saust die geschäft’ge Welt,

Schlag noch einmal die Bogen

Um mich, du grünes Zelt!

Wenn es beginnt zu tagen,

Die Erde dampft und blinkt,

Die Vögel lustig schlagen,

Daß dir dein Herz erklingt:

Da mag vergehn, verwehen

Das trübe Erdenleid,

Da sollst du auferstehen

In junger Herrlichkeit!

Da steht im Wald geschrieben

Ein stilles, ernstes Wort

Von rechtem Tun und Lieben,

Und was des Menschen Hort.

Ich habe treu gelesen

Die Worte, schlicht und wahr,

Und durch mein ganzes Wesen

Ward’s unaussprechlich klar.

Bald werd’ ich dich verlassen,

Fremd in der Fremde gehn,

Auf buntbewegten Gassen

Des Lebens Schauspiel sehn;

Und mitten in dem Leben

Wird deines Ernsts Gewalt

Mich Einsamen erheben,

So wird mein Herz nicht alt.

## Interpretation
In Abschied zeichnet Eichendorff das Bild vom Wald als idyllischen Zufluchtsort, der im Kontrast zu der ruhe- und rastlosen Welt steht. Diese Dichotomie beginnt bereits in der ersten Strophe, in der zunächst gleich einem Lobgesang der „schöne, grüne Wald“ (V. 2) in einer euphorischen und personifizierenden Anrede gelobpreist wird. Diese Wirkung wird durch die Verwendung der Anapher „O Täler weit, o Höhen / O schöner, grüner Wald“ (V. 1 f.) unterstützt. Als „grünes Zelt“ (V. 8) fungiert der Wald metaphorisch als Schutzraum, der von dem hektischen Treiben der „geschäft’gen Welt“ (V. 6) unberührt bleibt und sogar das „trübe Erdenleid“ (V. 14) vertreibt. Er ermöglicht dem lyrischen Ich die Reflexion über die eigenen Emotionen, schöne wie unschöne („Lust und Wehen“, V. 3). Dass dies nicht nur für das lyrische Ich selbst, sondern für jeden Einzelnen gilt, wird mit der direkten Ansprache des Lesers in der zweiten Strophe deutlich. Mit der dritten Strophe nimmt die Euphorie ab, die Stimmung wird nachdenklicher. Der Wald erinnert das lyrische Ich an das „rechte Tun und Lieben“ (V. 19), seine Ursprünge und seine Werte. Damit bietet er Halt und Orientierung, seine Botschaft ist für das lyrische Ich „unaussprechlich klar“ (V. 24). Der bevorstehende Abschied selbst wird erst in der vierten Strophe thematisiert. Er wird als Aufbruch ins städtische Ungewisse charakterisiert, in dem sich „des Lebens Schauspiel“ (V. 28) zeigt. Die „buntbewegten Gassen“ (V. 27) stehen im Kontrast zur ruhigen Natur und symbolisieren die gesellschaftliche Verpflichtung, die das Ich als „fremd“ (V. 26) empfindet. Dennoch gibt die Erinnerung an den (heimatlichen) Wald dem lyrischen Ich selbst in dieser fremden Welt Halt, sodass sein „Herz nicht alt“ (V. 32) und vor dem eiligen, unauthentischen Leben in der Stadt geschützt wird.

## Vertonungen
Wie viele von Eichendorffs Gedichten wurde auch Abschied mehrfach vertont. Die bekannteste Vertonung ist jene von Felix Mendelssohn Bartholdy mit dem Titel Abschied vom Wald (op. 59, Nr. 3) aus dem Jahr 1843, welche heute als Volkslied gilt.

## Sonstiges
Von Eichendorff existieren noch zwei weitere, unbekanntere Gedichte mit dem Titel Abschied. Das eine beginnt mit dem Vers Abendlich schon rauscht der Wald und wurde 1837 in den Gedichten gedruckt, das andere ist ein Sonett aus dem Jahr 1839, welches im Deutschen Musenalmanach für 1840 veröffentlicht wurde.